# Jerzy Pęszyński

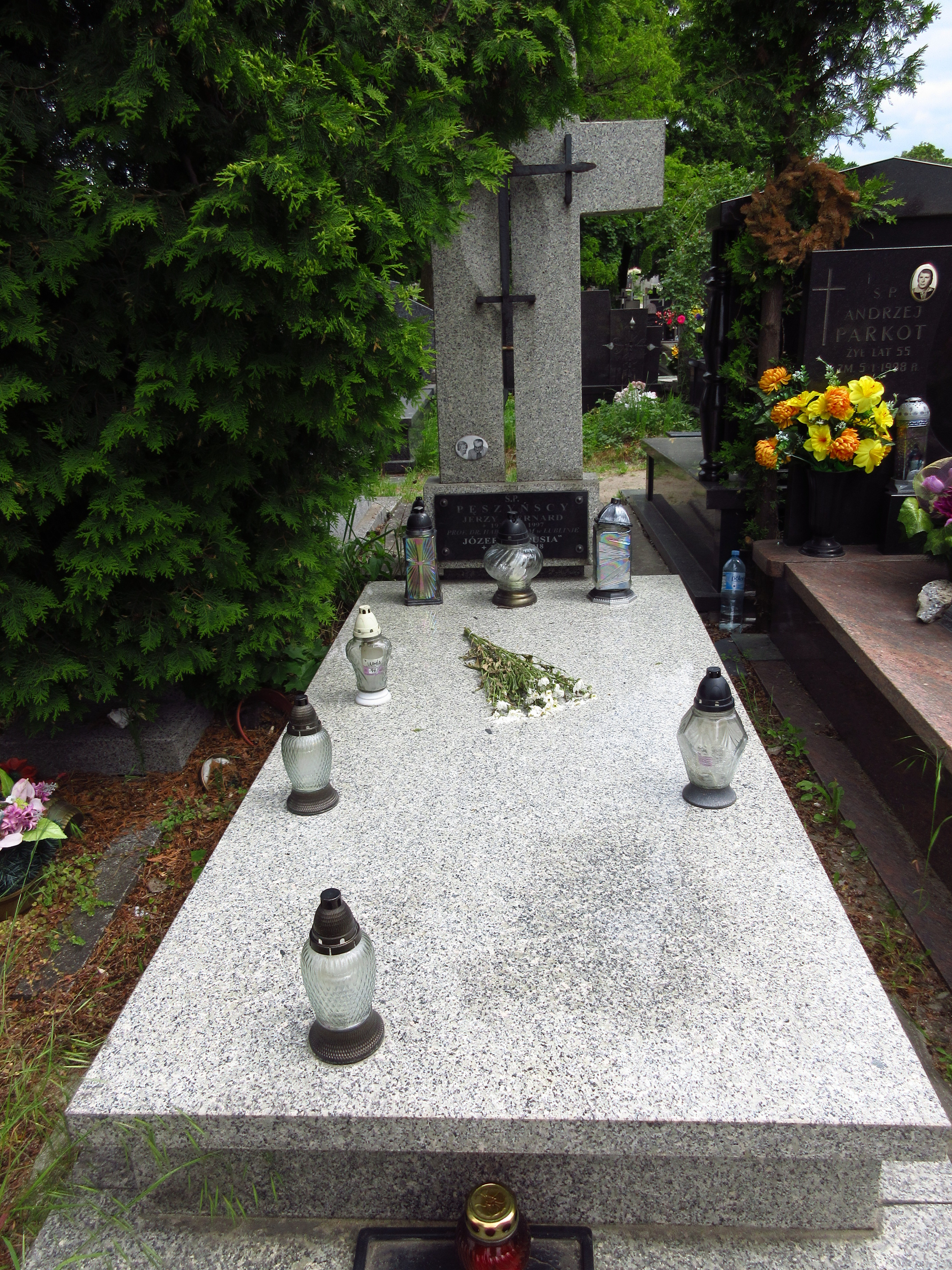
Grób profesora Jerzego Pęszyńskiego na cmentarzu Bródnowskim

Jerzy Bernard Pęszyński (ur. 1930, zm. 5 sierpnia 1997) – polski lekarz onkolog, prof. dr. hab. Akademii Medycznej w Lublinie.

## Życiorys
W 1948 ukończył Państwowe Gimnazjum i Liceum im. Stefana Batorego w Warszawie. Ukończył studia na warszawskiej Akademii Medycznej, a następnie podjął pracę w Instytucie Onkologii. W 1960 rozpoczął pracę w lubelskim szpitalu wojewódzkim, był wówczas jedynym w Lublinie specjalistą onkologiem. W 1963 obronił pracę doktorską na temat "Zależność nasilenia zmian obrazu krwi obwodowej od dawki łącznej promieniowania jonizującego w przebiegu leczenia z powodu raka szyjki macicy". Od 1977 rozpoczął pracę dydaktyczną w Akademii Medycznej w Lublinie, był twórcą lubelskiej radioterapii i opieki paliatywnej. W 1984 zainicjował powstanie Zakładu Onkologii, a następnie pełnił tam funkcję kierownika. W 1989 współorganizował powstanie stowarzyszenia „Lubelskiego Towarzystwa Przyjaciół Chorych Hospicjum”, gdzie do 1992 pełnił funkcję prezesa. W 1995 rektor lubelskiej Akademii Medycznej Marian Klamut powołał do życia Katedrę Onkologii, jej pierwszym kierownikiem został Jerzy Pęszyński.
Do dorobku naukowego Jerzego Pęszyńskiego należą liczne publikacje i felietony w prasie zawodowej, wiele z nich opublikował na łamach dwumiesięcznika "Nowotwory", gdzie od 1991 wchodził w skład rady naukowej. Pełnił również funkcję redaktora naukowego w wydawnictwach poświęconych lecznictwu onkologicznemu m.in. Onkologia w praktyce lekarza podstawowej opieki zdrowotnej, Problemy medycyny paliatywnej w onkologii.